# 데이브 앳텔

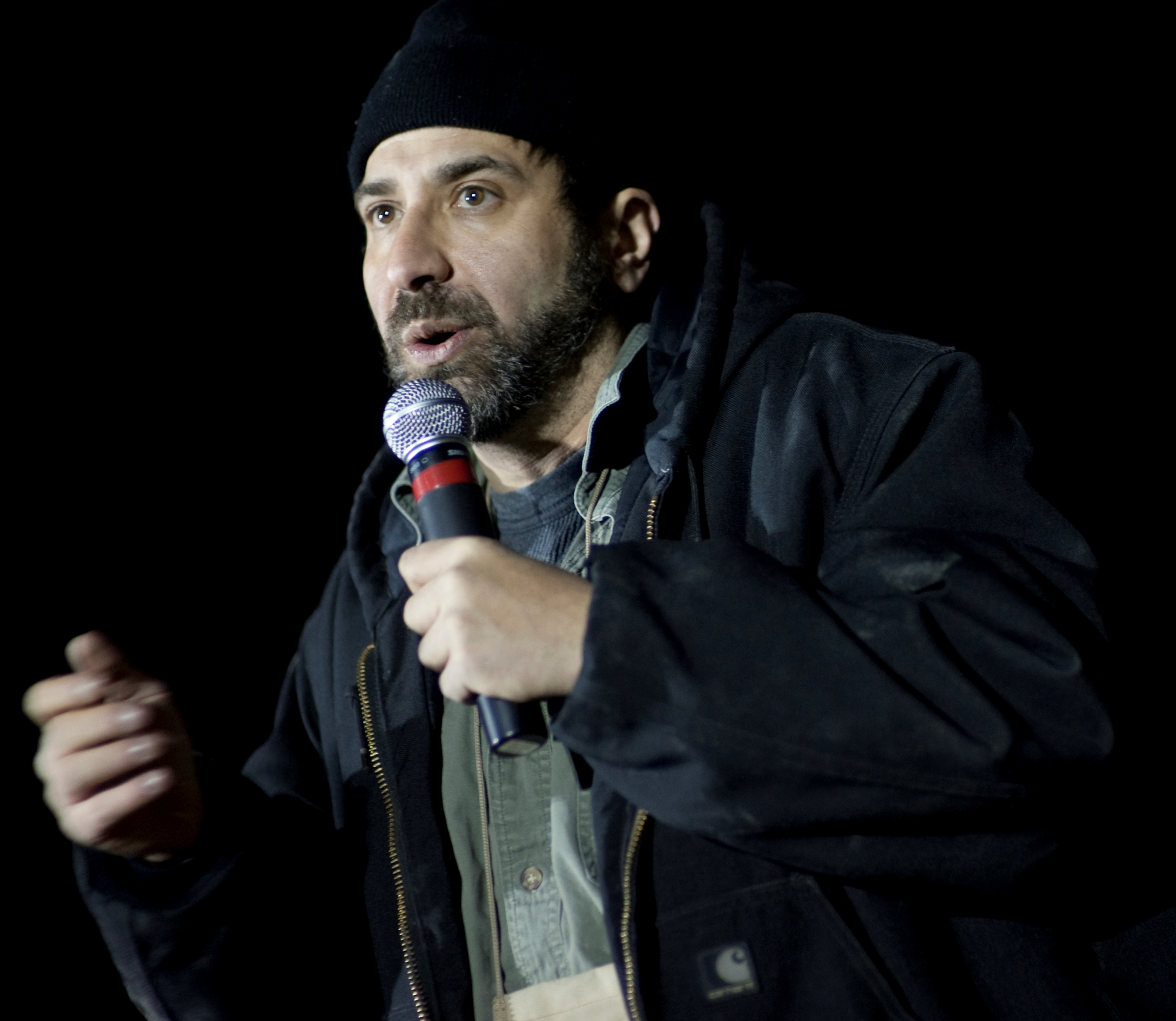

데이브 어텔(Dave Attell, 1965년 1월 18일 ~ )은 미국의 배우이다.

## 출연 작품
- 나를 미치게 하는 여자 (2015년) - 노암 역
- 퍼니 피플 (2009년)
- 해롤드 (2008년)
- 트위스티드 포춘 (2007년)
- 미스터 웜스 - 돈 리클스 프로젝트 (2007년) - 본인 역
- 애비 싱어 (2003년) - 본인 역
- 푸티 탕 (2001년)

### 텔레비전
- 카슨 데일리 쇼 (2002년)
- 코미디 센트럴 프리젠트 (1998년) - 본인 역
- 어레스티드 디벨롭먼트 (2003년)
- 더 데일리 쇼 위드 존 스튜어트 (1996년) - 게스트 역
- 내 사랑 레이몬드 (1996년)